# 天空戦士 星のメイリン
『天空戦士 星のメイリン』（てんくうせんし ほしのメイリン）は、少女漫画雑誌『ひとみ』に連載されていた木花さくや作の少女漫画である。
秋田書店の少女漫画雑誌『ひとみ』に連載されていた木花さくや作の少女漫画。「ひとみ」本誌では完結し、単行本も2巻まで刊行されたが、「ひとみ」が休刊したため、完結巻は発行されていない。

## あらすじ
美鈴（メイリン）は西の天に住むお転婆な仙女。美鈴のイタズラが手に負えなくなった母親・王母（ワンムー）によってある日とうとう神通力を取り上げられ、人間として生まれ変わり修行をさせられる事に
西の天では1か月も経たないうちに人間界では12年の月日が流れていた。人間に生まれ変わっても美鈴はやっぱりお転婆。「普通に育てたい」という人間界の母親の願いとは裏腹に、男友達とカンフーの練習や、悪霊退治で有名な道士の祖父・石久（シーチュウ）と道術の修行に明け暮れる日々を送っていた。
ある日、隣村に鬼（クイ）が現れ、祖父に誘われた美鈴は初めて鬼退治に参加する。美鈴が鬼に首を絞められるという危機に陥り助かるが、後に鬼退治を怖がるトラウマとなる。
王母と三宝（サンパオ）が水鏡の側で話をしていると、西の天に悪霊たちが攻めて来た。次々と凶刃に倒れる仙女達。攻防戦の中、西王母は美鈴の友達の三宝に「美鈴の石」を美鈴に渡す様に頼み匿う。三宝が人間界へ向かう頃、美鈴は祖父・石久と光る石について話していた。
「石が光ることを秘密にしよう」と話ながら仕舞おうとしていたところを小龍に話しかけられる。その日の夜、石久・小龍・美鈴の3人で鬼退治に行くが、お札が効かない。美鈴は再び鬼に首を絞められる。小龍が剣で倒した後ケガしたパンダを見つける。
翌朝、笹を運んでいるところへ三宝がやってくる。美鈴に石を渡そうとしたが、無くしてしまったことに気付き大泣きする。三宝の話を信じない美鈴。そこへ鬼退治依頼が来る。石久・小龍の二人で退治に向かう。美鈴は二度の首締めで鬼が怖くなり、パンダの世話を理由に家に残る。
石がまた光り、不安になった美鈴は祖父の元へ向かう。鬼になった村人達に石久道士が殺される。
祖父の死から数日後、西の天へ向けて美鈴・小龍・三宝・タンタンの3人と1頭の旅が始まった。

## 主な登場人物

### 主要キャラクター
美鈴（メイリン）
主人公。元仙女。生まれ変わって今は人間。お転婆お元気娘。仙女時代は6人姉妹の末っ子。人間界では一人っ子。王母を「母さま」、人間界の母を「母さん」と呼ぶ。
楊小龍（ヤン シャオロン）
表向きは占いを専門とする修行中の旅の道士。石久を「お師匠様」と呼ぶ。本名は二太子（アルタイツー）で、その正体は東の天を治める東岳大帝の息子。
三宝（サンパオ）
美鈴の仙女時代の男友達。
どちらかというと気弱な方で普段は美鈴に振り回されているが、芯は強い。
泣き声が大きい。
タンタン
笹を食べず、まん頭など人間と同じ物を食べる変わったパンダ。序盤は喋れなかったが、ある事をきっかけに言葉が話せる様になる。美鈴が大好き。小龍に嫉妬。実は美鈴の雲。
王母（ワンムー）／西王母（せいおうぼ）
仙女の美鈴の母。西の天を治めている。
西の天が攻め落とされた後は捕虜となる。

### 美鈴を取り巻く人々
石久（シーチュウ）
悪霊退治を専門とする道士。美鈴の祖父。近所の子供からは「石おじいさん」と呼ばれる。美鈴と小龍をくっつけたがる。
人間界の母親
美鈴の人間界での母。美鈴を産んだ夜、夢で王母に出会い美鈴を普通の子に育てるよう頼まれる。名前は作中で明かされていない。
人間界の父親
美鈴の人間界での父。道士を継がずに旅商人となり、あまり家に帰らない。顔も名前も作中で明かされていない。

### 東の天
東岳大帝（とうがくたいてい）
東の天を治めている。

### 敵・悪霊・妖魔
妖魔大帝
魔剣を盗み、悪霊を率いて西の天を攻め落とした。
大太子（タータイツー）
妖魔大帝の本名。東の天を治める東岳大帝の息子。小龍とは双子の兄弟。次期東岳大帝候補として、13歳の時に力を封じられ、人間界に修行に出されるが行方不明になる。現在の年齢は不明。
幽命（ユーミン）
鬼となった村人に石久道士を殺させた張本人。小龍に恨みを持つ。
獅子鬼（シーツークイ）

チンウェイアール

鬼（クイ）
一度死んだ人間の悪霊。キョンシーによく似ている。通常、鬼は1匹ずつ出現する。日の光で溶ける。魔剣が盗まれた後、複数で出る事、昼間活動する事などが可能になった。

### その他の人々
孫香々（ソン シャンシャン）
崖から落ちて3か月間幽体離脱していた少女。美鈴一行と知り合い、小龍によって元に戻る。

## アイテム
星の石（スターサファイア）
美鈴の仙女としての記憶と神通力が封じられた石。2つに分けられ、王母と美鈴がそれぞれ持つ。一つに合わさる時、記憶と力が戻る。美鈴の持つ石には美鈴の名前が刻まれている。美鈴の石は、鬼に襲われる時、西の天が攻められている時などに危険を知らせて光る。
水鏡
人間界を見る事ができる。王母や三宝が美鈴を見守る。
魔剣（妖剣）
世界の果ての青海山に厳重に封印されていたが、盗み出される。仙女を殺すことができる。他の物（武器・妖魔）に妖力を付加する。